# 馬斯卡林鸚鵡
是留尼旺馬斯克林群島或毛里裘斯一種已滅絕的鸚鵡。牠們最初是於1674年被描述。於18世紀後半葉，留尼旺的一些鳥類被送往法國飼養，而馬斯卡林鸚鵡於此時被發現。當時存留的有三個標本，現存則只有兩個標本及一些後來發現的骨頭。這兩個標本現存放在巴黎的法國國立自然史博物館及維也納的自然史博物館。
馬斯卡林鸚鵡呈中等大小，體型及形狀如折衷鸚鵡，但尾巴較長。牠們的上身呈深褐灰色，下身較淺色。尾羽呈白色，頭部呈薰耳草灰色。紅色的喙邊有一環黑色羽毛。腳部呈紅褐色。
於1638年，彼得·文迪（Peter Mundy）在其著作中指曾指過「紅色的鸚鵡」；在1670年代初，Johann Christian Hoffmann描述了一種「喙彎曲及頭呈藍色的紅色烏鴉」為Indiaensche ravens。范·涅克（Jacob Corneliszoon van Neck）1958年的報告描繪了這種鳥類，指牠們的體型較迴聲鸚鵡大兩倍，且是呈兩種或三種顏色的，不過圖像本身卻與真正的馬斯卡林鸚鵡有所出入。以上的描述多被用於指毛里求斯冕鹦鹉是多色的，且是獨立的物種。不過毛里裘斯鸚鵡卻很有可能不會飛，故此以上的報告應該是指馬斯卡林鸚鵡，但仍有待更完整的化石紀錄才能確定。

## 滅絕
於1800年以前，所有飼養的馬斯卡林鸚鵡都已死去，只餘下巴伐利亞國王路德維希一世所飼養的。於1801年有關留尼旺鳥類的描述中並沒有記載馬斯卡林鸚鵡，故此估計牠們是於此時在野外滅絕。從1834年或1835年所描繪屬於路德維希一世的馬斯卡林鸚鵡可見牠已年老，相信於畫後不久就死去。若牠們也存在於毛里裘斯，那麼牠們應該在更早的時間消失。Johann Christian Hoffman是最後紀錄馬斯卡林鸚鵡的人，而18世紀的紀錄則很模糊，有可能是描述其他在引入的物種。指於為何留尼旺的馬斯卡林鸚鵡較毛里裘斯的存長得較長，而兩島所面臨的環境卻一致，則仍有待進一步的研究。

## 科學分類
由於馬斯卡林鸚鵡的分佈及不是呈綠色，故最初認為牠們是非洲熱帶的鸚鵡是近親。但是，如紅色的喙並不配合這種分類。骨頭的研究發現牠們與渡渡鳥及羅德里格斯渡渡鳥有關。很多有關牠們的形態與折衷鸚鵡及Tanygnathus有關。但是牠們的近親卻可能是鸚鵡屬。馬斯卡林鸚鵡可能是鸚鵡屬分支獨立的分類，並沿西印度洋的擴展而演化。
卡爾·林奈（Carolus Linnaeus）把簡化種名的習慣用在馬斯卡林鸚鵡中，將其學名上的-us沬去。故此有時會將馬斯卡林鸚鵡的學名寫成Psittacus mascarin，但這不符現今命名的標準。另外，早期的學者多認為馬斯卡林鸚鵡是生活在馬達加斯加，故以往有以下的異名：
- Psittacus mascarinus Linnaeus, 1771
- Mascarinus madagascariensis Lesson, 1831
- Coracopsis mascarina Wagler, 1832
- Mascarinus obscurus Bonaparte, 1854
- Vaza mascarina Schlegel, 1864
- Psittacus madagascarensis Finsch, 1868
- Psittacus mascarenus Finsch, 1868
- Coracopsis obscura G. R. Gray, 1870
- Psittacus madagascariensis Pelzeln, 1873
- Coracopsis mascarinus A. Newton & E. Newton, 1876
- Mascarinus duboisi W. A. Forbes, 1879

## 外部連結
- World Parrot Trust （页面存档备份，存于） Parrot Encyclopedia - Species Profiles